# 弗朗索瓦·克卢埃
弗朗索瓦·克卢埃（英語：François Clouet，1510年—1572年），文艺复兴时期欧洲艺术家。为让·克卢埃之子，他多年致力于画作研究，主要在法国开展活动。为著名的风俗场景画与肖像画画家。

## 扩展阅读
- 本条目包含来自公有领域出版物的文本: Chisholm, Hugh (编).  (第11版). London: Cambridge University Press. 1911.